# Giovanni Ricci (1498-1574)
Pour les articles homonymes, voir Ricci et Giovanni Ricci.
Giovanni Ricci (né le 1er novembre 1498 à Chiusi et mort le 3 mai 1574 à Rome) est un cardinal italien, archevêque de Pise et depuis cardinal d'Albano et de Sabina.

## Biographie
Âgé de quinze ans, Giovanni Ricci fugue du domicile familial pour échapper à la vindicte et à la maltraitance de sa belle-mère. Il se rend à Rome chez Tarugi, un noble de Montepulciano, ami de son père qui tente de le convaincre de rentrer chez ses parents.
Il devient l’assistant du chambellan puis le chambellan du cardinal Gian Maria Ciocchi del Monte, qui deviendra plus tard Pape sous le nom de Jules III. 
Quelques années plus tard, il entre au service du cardinal Alexandre Farnèse. Celui-ci le charge de plusieurs missions diplomatiques délicates entre la France et le duché de Bourgogne. Puis il entre dans l'état ecclésiastique, tout d'abord comme protonotaire apostolique participantium, puis comme clerc de la Chambre apostolique en 1542. Il est nommé internonce en Espagne  et en Autriche (en).
Il est élu archevêque de Siponto (Manfredonia) le 25 juin 1544, nonce apostolique au Portugal (en) du 27 juin 1544 au 4 mars 1550, mais il n'est pas en mesure de pénétrer dans Lisbonne avant septembre 1545. Le 20 février 1545, il est transféré à l'archevêché de Chiusi avec le titre d'archevêque ad personam, et commendataire de S. Sabino de Monterono à Pise.
Giovanni Ricci est créé cardinal-prêtre par Jules III lors du consistoire du 20 novembre 1551 et reçoit la tonsure et le titre de Saints Vital, Gervais et Protais le 4 décembre 1551.
Il participe à plusieurs conclaves. Ceux de 1555 qui ont permis l’élection du pape Marcel II et de Paul IV, celui de 1559 qui voit l'élection du pape Pie IV, celui de 1565-1566 qui voit arriver Pie V et enfin le dernier en 1572, qui élit le pape Grégoire XIII.
Entre 1563 et 1564, il est camerlingue du Sacré Collège.
En 1564, le cardinal Giovanni Ricci achète une vigne sur le mont Pincio à Rome. Une villa et un jardin lui sont rattachés. Il y fait effectué de fastueux travaux, mais il ne les verra jamais terminés. Après sa mort, la villa est rachetée par le cardinal Ferdinand de Médicis. Elle deviendra la Villa Médicis.
Élu en 1567 archevêque de Pise (Italie) et Primat de Corse et Sardaigne.
Il achète quelque fragments de l'Ara Pacis, dans le but de le reconstruire. Il est mort à Rome en 1574 et son tombeau est dans la sacristie de l’église San Pietro in Montorio.

### Sources
- Jean Paul Barbier et Jean Balsamo, Ma bibliothèque poétique, t. 6, Genève, Librairie Droz, 2007, 514 p. (ISBN 978-2-600-01140-2 et 2-600-01140-4, lire en ligne)
- Pierre-Jean Rémy, Villa Médicis : Journal de Rome, Paris, Odile Jacob, 2008, 423 p. (ISBN 978-2-7381-2211-7 et 2-7381-2211-6, lire en ligne)